# William Dieterle
Pour les articles homonymes, voir Dieterle.
Wilhelm Dieterle, dit William Dieterle, est un réalisateur, acteur, scénariste et producteur allemand naturalisé américain, né le 15 juillet 1893 à Ludwigshafen et mort le 8 décembre 1972 à Ottobrunn (Allemagne).

## Biographie

### Débuts
Wilhelm est le cadet d'une famille de neuf enfants. Sa famille, de souche rhénane, vit dans un quartier pauvre de Ludwigshafen.
À l'âge de huit ans, il décide de changer sa vie : pour aider ses parents, il devient charpentier, puis marchand de ferrailles. Il ambitionne néanmoins de devenir acteur de théâtre très tôt. À seize ans, il rejoint une compagnie de théâtre où on lui offre le rôle d'un personnage romantique.
En 1913, il commence une carrière au cinéma : il joue dans son premier film, Fiesko de Carl Hoffmann. Il tourne d'autres films comme acteur avant de se lancer, en 1919, dans la réalisation ; mais ne rencontrant pas le succès, il y renonce.
À la même époque, il fait la connaissance de Max Reinhardt, metteur en scène de théâtre autrichien installé à Berlin, qui le fait jouer dans ses productions et qu'il retrouve plus tard aux États-Unis.
Dans les années 1920, Dieterle devient un acteur populaire en se spécialisant, à la grande époque du cinéma muet, dans les rôles de jeune premier comme celui de Valentin dans le Faust de Murnau ou celui de l'écrivain dans Le Cabinet des figures de cire de Leni.
Mais la réalisation l'attirant plus encore que la comédie, il ne veut pas rester sur un échec : il réalise un deuxième long métrage, dans lequel joue Marlène Dietrich, une jeune femme très en vogue.

### Le temps du succès
Avec sa femme Charlotte Hagenbruch, alors actrice et scénariste, il crée sa première société de production qui engage quelques-uns des plus grands acteurs et réalisateurs allemands du moment, comme Paul Leni, F. W. Murnau, Conrad Veidt ou Emil Jannings.
En 1930, il se rend aux États-Unis à l'invitation de la société de production Warner. Il réalise son premier long métrage en collaboration avec la Warner, The Last Flight, en 1931.
Bien que n'étant pas menacé par le nouveau régime, il décide de rester aux États-Unis après l'arrivée au pouvoir des nazis en Allemagne et obtient la nationalité américaine en 1937.
Il poursuit une brillante carrière à Hollywood, tout en conservant des liens étroits avec l'émigration allemande, notamment avec Bertolt Brecht, Max Reinhardt et Erich Wolfgang Korngold. Avec Reinhardt, il met en scène Le Songe d'une nuit d'été dont Korngold compose la musique.
Il engage Paul Muni pour plusieurs de ses films dont La Vie de Louis Pasteur en 1936, La Vie d'Émile Zola en 1937, ou Juarez en 1939, tous trois nommés aux Oscars.
Il s'engage volontiers dans ses œuvres par le choix de sujets humanistes et réalise un des rares films américains sur la Guerre d'Espagne, Blockade (1938).
De tous ses films, Le Portrait de Jennie (1948) est sans doute sa plus grande réussite, où il mêle tous les talents de l'art cinématographique. Ce long métrage au sujet romantique, fort admiré en son temps par les surréalistes, est tiré du roman de Robert Nathan.
En 1958, il retourne en Allemagne et continue de réaliser quelques films, notamment pour la télévision, avant de mourir en 1972.

### Famille
Après avoir été marié avec Charlotte Hagenbruch, de laquelle il divorce quelques années plus tard, il se remarie avec Elisabeth Daum.

## Filmographie

### Cinéma

#### Comme acteur seulement
- 1921 : Die Geierwally d'Ewald André Dupont : Joseph
- 1921 : Escalier de service de Paul Leni et Leopold Jessner : L'amant
- 1922 : Der Graf von Charolais de Karl Grune : Le jeune Charolais
- 1922 : Fräulein Julie de Felix Basch :
- 1923 : L'Expulsion (Die Austreibung - die Macht der zweiten Frau) de Friedrich Wilhelm Murnau : Lauer, le chasseur
- 1924 : Le Cabinet des figures de cire (Das Wachsfigurenkabinett) de Paul Leni et Leo Birinski : Le poète / Assad, le boulanger / Un prince russe
- 1924 : Mère et Fils (Mutter und Kind) de Carl Froelich : Christian, le cocher du sénateur Hansen
- 1924 : Sous l'Inquisition (Carlos und Elisabeth) de Richard Oswald : Le Marquis Posa
- 1926 : Sibérie, terre de douleur (Die Flucht in den Zirkus) de Mario Bonnard et Guido Parisch : un cosaque
- 1927 : Les Tisserands (Die Weber)) de Friedrich Zelnik : Moritz Jäger
- 1927 : Petronella (Petronella - Das Geheimnis der Berge)
- 1927 :À huis clos (Unter Ausschluß der Öffentlichkeit) de Conrad Wiene : Fritz Sehring
- 1927 : La Maîtresse de Satan (Liebesreigen) de Rudolf Walther-Fein et Rudolf Dworsky : Robert Baumeister, ingénieur

#### Comme acteur et réalisateur
- 1923 : Der Mensch am Wege
- 1927 : Das Geheimnis des Abbe X, coréalisé avec Julius Brandt : L'abbé
- 1928 : La Sainte et son fou (Die Heilige und ihr Narr) : Harro, Comte von Torstein
- 1928 : Chaînes ou Les Sexes enchaînés (Geschlecht in Fesseln) : Franz Sommer
- 1929 : Frühlingsrauschen : Friedrich
- 1929 : Ich lebe für Dich : Bergson
- 1929 : Das Schweigen im Walde : Heinz von Ettingen
- 1930 : Ludwig der Zweite, König von Bayern : Ludwig
- 1930 : La danse continue (de) (Der Tanz geht weiter) : Fred Hogan
- 1931 : Le Démon des mers (Dämon des Meeres), coréalisé (mais non crédité) avec Michael Curtiz : Capitaine Ahab
- 1931 : Eine Stunde Glück : Eddy
- 1959 : L'Aigle noir (Il vendicatore) : Kirila Petrowitsch

#### Comme réalisateur seulement
- 1929 : Durchs Brandenburger Tor. Solang noch Untern Linden, coréalisé avec Max Knaake
- 1931 : Die heilige Flamme coréalisé avec Berthold Viertel
- 1931 : Kismet
- 1931 : Die Maske fällt
- 1931 : Her Majesty, Love
- 1931 : Le Dernier Vol (The Last Flight)
- 1932 : Man Wanted
- 1932 : Jewel Robbery
- 1932 : The Crash
- 1932 : Six Heures à vivre (en) (Six Hours To Live)
- 1932 : Fils de Russie (Scarlet Dawn)
- 1932 : L'Avocat (en) (Lawyer Man)
- 1933 : Grand Slam
- 1933 : Adorable
- 1933 : The Devil's in Love
- 1933 : Female, coréalisé (mais non crédité) avec Michael Curtiz
- 1933 : From Headquarters (en)
- 1934 : Les Pirates de la mode (Fashions of 1934)
- 1934 : Fog Over Frisco
- 1934 : Dr Monica, coréalisé (mais non crédité) avec William Keighley
- 1934 : Madame du Barry
- 1934 : L'Oiseau de feu (The Firebird)
- 1934 : Mariage secret (The Secret Bride)
- 1935 : Le Songe d'une nuit d'été (A Midsummer night's dream), coréalisé avec Max Reinhardt
- 1935 : Docteur Socrate (Dr Socrates)
- 1936 : La Vie de Louis Pasteur (The Story of Louis Pasteur)
- 1936 : L'Ange blanc (The White Angel)
- 1936 : Satan Met a Lady
- 1937 : Septième District (The Great O'Malley)
- 1937 : La Tornade (Another Dawn)
- 1937 : La Vie d'Émile Zola (The Life of Emile Zola)
- 1938 : Blocus (Blockade)
- 1939 : Juarez
- 1939 : Quasimodo (The Hunchback of Notre Dame)
- 1940 : La Balle magique du Docteur Ehrlich (Dr Ehrlich's Magic Bullet)
- 1940 : Une dépêche Reuter (A Dispatch from Reuter's)
- 1941 : Tous les biens de la terre (All That Money Can Buy ou The Devil and Daniel Webster)
- 1942 : La Fièvre du jazz (Syncopation)
- 1942 : Tennessee Johnson
- 1944 : Kismet
- 1944 : Étranges Vacances (I'll Be Seeing You)
- 1945 : Le Poids d'un mensonge (Love Letters)
- 1945 : Notre cher amour (This Love of Ours)
- 1945 : Duel au soleil (Duel in the Sun), non crédité, réalisation principale de King Vidor
- 1946 : Un fils accuse (The Searching Wind)
- 1948 : Le Portrait de Jennie (Portrait of Jennie)
- 1949 : Les Mirages de la peur (The Accused)
- 1949 : La Corde de sable (Rope of Sand)
- 1950 : La Rue de traverse (Paid in Full)
- 1950 : Vulcano
- 1950 : Les Amants de Capri (September Affair)
- 1950 : La Main qui venge (Dark City)
- 1951 : Pékin Express (film) (Peking Express)
- 1951 : Montagne rouge (Red Mountain), coréalisé avec John Farrow (ce dernier non crédité)
- 1952 : Vocation secrète (Boots Malone)
- 1952 : Le Cran d'arrêt (The Turning Point)
- 1953 : Salomé (Salome)
- 1954 : La Piste des éléphants (Elephant Walk)
- 1955 : Feu magique ou Wagner et Les Femmes (Magic Fire)
- 1957 : Les Amours d'Omar Khayyam (Omar Khayyam)
- 1960 : Les Mystères d'Angkor (Die Herrin der Welt), en deux parties, coréalisé avec Richard Angst (ce dernier non crédité)
- 1960 : Confession du Mardi-Gras (Die Fastnachtsbeichte)
- 1965 : Quick, Let's Get Married

#### Comme producteur
(de ses propres films ou coréalisations)
- 1927 : Das Geheimnis des Abbe X, coréalisé avec Julius Brandt
- 1928 : La Sainte et son fou (Die Heilige und ihr Narr)
- 1941 : Tous les biens de la terre (All That Money Can Buy ou The Devil and Daniel Webster)
- 1942 : La Fièvre du jazz (Syncopation)
- 1950 : Vulcano
- 1955 : Feu magique ou Wagner et Les Femmes (Magic Fire)
- 1960 : Les Mystères d'Angkor (Die Herrin der Welt), en deux parties, coréalisé avec Richard Angst (ce dernier non crédité)

### Télévision
- 1956 : Screen Directors Playhouse
- 1956 : Le Choix de... (Screen Directors Playhouse)
- 1960 : Ich fand Julia Harrington
- 1961 : Die Große Reise
- 1962 : Gabriel Schillings Flucht
- 1962 : Das Vergnügen, anständig zu sein
- 1962 : Antigone
- 1963 : Das große Vorbild, téléfilm
- 1966 : Samba

## Récompenses et distinctions

### Récompenses
- 1970 : Prix d'honneur au Berlinale
- Étoile d'honneur sur la Walk of fame à Los Angeles

### Nominations
- 1936 : Prix Mussolini à la Mostra de Venise
- 1938 : Oscar du meilleur réalisateur pour La Vie d’Émile Zola
- 1949 : Lion d'or à la  Mostra de Venise

#### Livres
- Metuchen, Close Up : The Contract Director, New-York, Scarecrow Press, 1976
- John Russel Taylor, Strangers in Paradise : The Hollywood Emigres 1933-1950, Londres, Faber & Faber, 1983  (ISBN 1892597004)
- Marta Mierendorff, William Dieterle, der Plutarch von Hollywood, Berlin, 1993  (ISBN 227106001X)
- Hervé Dumont, William Dieterle, Paris, CNRS éditions Cinémathèque française, 2002

#### Périodiques
- Sight and Sound, vol. 19 no 3, mai 1950
- Sight and Sound, vol. 22 no 1, juillet-septembre 1952
- Film in Review, vol. 8 no 4, avril 1957
- Écran no 12, février 1973
- Velvet Light Trap no 15, automne 1975
- Classic Film Collector no 50, printemps 1976
- L'Avant-scène cinéma no 196, novembre 1977
- Wide Angle, vol. 8 no 2, 1986
- Jeune Cinéma no 222, mai-juin 1993
- Cahiers du cinéma no 532, février 1999